# Jückelberg
Jückelberg é uma vila e antigo município da Alemanha localizado no distrito de Altenburger Land, estado da Turíngia. Pertencia ao Verwaltungsgemeinschaft de Wieratal. Desde 1 de janeiro de 2019, faz parte do município de Nobitz.

## Demografia
População em 31 de dezembro de cada ano:
| - 1994 - 359 - 1995 - 360 - 1996 - 351 - 1997 - 366 | - 1998 - 362 - 1999 - 372 - 2000 - 373 - 2001 - 369 | - 2002 - 370 - 2003 - 366 - 2004 - 364 |

Datenquelle: Thüringer Landesamt für Statistik